# Мексика на летних Олимпийских играх 2024

## Медали
| Медаль  | Спортсмен(ы)                                    | Вид спорта       | Дисциплина                   | Дата      |
| ------- | ----------------------------------------------- | ---------------- | ---------------------------- | --------- |
| Серебро | Приска Авити Алькарас                           | Дзюдо            | До 63 кг                     | 30 июля   |
| Серебро | Хуан Селая Осмар Ольвера                        | Прыжки в воду    | Синхронный трамплин, 3 метра | 2 августа |
| Серебро | Марко Верде                                     | Бокс             | До 71 кг                     | 9 августа |
| Бронза  | Анхела Руис Алехандра Валенсия Ана Паула Васкес | Стрельба из лука | Командное первенство         | 28 июля   |
| Бронза  | Осмар Ольвера                                   | Прыжки в воду    | Трамплин, 3 метра            | 8 августа |

| Вид спорта       | 1 | 2 | 3 | Всего |
| Прыжки в воду    | 0 | 1 | 1 | 2     |
| Бокс             | 0 | 1 | 0 | 1     |
| Дзюдо            | 0 | 1 | 0 | 1     |
| Стрельба из лука | 0 | 0 | 1 | 1     |
| Всего            | 0 | 3 | 2 | 5     |

| Медали по датам | Медали по датам | Медали по датам | Медали по датам | Медали по датам | Медали по датам |
| --------------- | --------------- | --------------- | --------------- | --------------- | --------------- |
| Дата            | 1               | 2               | 3               | Всего           |                 |
| 28 июля         | 0               | 0               | 1               | 1               |                 |
| 30 июля         | 0               | 1               | 0               | 1               |                 |
| 2 августа       | 0               | 1               | 0               | 1               |                 |
| 8 августа       | 0               | 0               | 1               | 1               |                 |
| 9 августа       | 0               | 1               | 0               | 1               |                 |
| Всего           | 0               | 3               | 2               | 5               |                 |

| Мультимедалисты | Мультимедалисты | Мультимедалисты | Мультимедалисты | Мультимедалисты | Мультимедалисты | Мультимедалисты |
| --------------- | --------------- | --------------- | --------------- | --------------- | --------------- | --------------- |
| Спортсмен       | Вид спорта      | 1               | 2               | 3               | Всего           |                 |
| Осмар Ольвера   | Прыжки в воду   | 0               | 1               | 1               | 2               |                 |

| Медали по полу | Медали по полу | Медали по полу | Медали по полу | Медали по полу |
| -------------- | -------------- | -------------- | -------------- | -------------- |
| Пол            | 1              | 2              | 3              | Всего          |
| Мужчины        | 0              | 2              | 1              | 3              |
| Женщины        | 0              | 1              | 1              | 2              |
| Микст          | 0              | 0              | 0              | 0              |
| Всего          | 0              | 3              | 2              | 5              |

## Квалификация
| № п/п | Вид спорта                  | Мужчины        | Мужчины                | Женщины        | Женщины                | Всего          | Всего                  |
| № п/п | Вид спорта                  | Завоевано квот | Количество спортсменов | Завоевано квот | Количество спортсменов | Завоевано квот | Количество спортсменов |
| ----- | --------------------------- | -------------- | ---------------------- | -------------- | ---------------------- | -------------- | ---------------------- |
| 1     | Академическая гребля        | 1              | 2                      | 1              | 1                      | 2              | 3                      |
| 2     | Бадминтон                   | 1              | 1                      |                |                        | 1              | 1                      |
| 3     | Бокс                        | 2              | 2                      | 2              | 2                      | 4              | 4                      |
| 4     | Борьба                      | 2              | 2                      |                |                        | 2              | 2                      |
| 5     | Велоспорт                   | 2              | 2                      | 8              | 6                      | 10             | 8                      |
| 6     | Спортивная гимнастика       |                |                        | 3              | 3                      | 3              | 3                      |
| 7     | Художественная гимнастика   |                |                        | 1              | 5                      | 1              | 5                      |
| 8     | Гольф                       | 2              | 2                      | 2              | 2                      | 4              | 4                      |
| 9     | Гребля на байдарках и каноэ |                |                        | 5              | 3                      | 5              | 3                      |
| 10    | Дзюдо                       |                |                        | 2              | 2                      | 2              | 2                      |
| 11    | Конный спорт                | 3              | 4                      |                |                        | 4              | 4                      |
| 12    | Лёгкая атлетика             | 8              | 9                      | 10             | 9                      | 19             | 18                     |
| 13    | Настольный теннис           | 1              | 1                      | 1              | 1                      | 2              | 2                      |
| 14    | Парусный спорт              |                |                        | 2              | 2                      | 2              | 2                      |
| 15    | Плавание                    | 6              | 4                      | 2              | 2                      | 8              | 6                      |
| 16    | Прыжки в воду               | 6              | 5                      | 5              | 4                      | 11             | 9                      |
| 17    | Сёрфинг                     | 1              | 1                      |                |                        | 1              | 1                      |
| 18    | Синхронное плавание         |                |                        | 2              | 8                      | 2              | 8                      |
| 19    | Современное пятиборье       | 2              | 2                      | 2              | 2                      | 4              | 4                      |
| 20    | Стрельба                    | 3              | 2                      | 4              | 3                      | 8              | 5                      |
| 21    | Стрельба из лука            | 4              | 3                      | 4              | 3                      | 8              | 6                      |
| 22    | Триатлон                    | 2              | 2                      | 2              | 2                      | 5              | 4                      |
| 23    | Тхэквондо                   | 1              | 1                      | 1              | 1                      | 2              | 2                      |
| 24    | Тяжёлая атлетика            |                |                        | 1              | 1                      | 1              | 1                      |
| 25    | Фехтование                  | 1              | 1                      |                |                        | 1              | 1                      |
|       | ИТОГО                       | 48             | 46                     | 60             | 62                     | 112            | 108                    |

## Состав команды
Академическая гребля
1. Мигель Карбальо[англ.]
2. Алексис Лопес[англ.]
3. Кения Лечуга[англ.]

 Бадминтон
1. Луис Рамон Гарридо[англ.]

 Бокс
1. Мигель Мартинес[англ.]
2. Марко Верде
3. Фатима Эррера[англ.]
4. Ситлалли Ортис[англ.]

 Борьба
Вольная борьба
1. Роман Браво-Янг
2. Остин Гомес

Велоспорт
 Шоссейный велоспорт
1. Марсела Прието[англ.]

 Трековый велоспорт
1. Рикардо Пенья[англ.]
2. Джессика Саласар[англ.]
3. Юли Вердуго[англ.]
4. Даниэла Гаксиола[англ.]
5. Виктория Веласко[англ.]

 Маунтинбайк
1. Адайр Гутьеррес Прието[англ.]
2. Эрика Родригес[англ.]

Гимнастика
 Спортивная гимнастика
1. Алекса Морено[англ.]
2. Ахцири Сандоваль[англ.]
3. Наталия Эскалера[англ.]

 Художественная гимнастика
1. Далия Алькосер[англ.]
2. София Флорес[англ.]
3. Хулия Гутьеррес[англ.]
4. Кимберли Салазар[англ.]
5. Адирем Техеда[англ.]

 Гольф
1. Карлос Ортис[англ.]
2. Абрахам Ансер[англ.]
3. Габи Лопес[англ.]
4. Мария Фасси[англ.]

Гребля на байдарках и каноэ
 Гребля на гладкой воде
1. Карина Аланис[англ.]
2. Беатрис Брионес[англ.]

 Гребной слалом
1. София Рейносо[англ.]

 Дзюдо
1. Паулина Мартинес[англ.]
2. Приска Авити Алькарас

 Конный спорт
1. Федерико Фернандес[англ.]
2. Эухенио Гарса[англ.]
3. Карлос Ханк[англ.]
4. Андрес Аскаррага[англ.]

 Лёгкая атлетика
1. Хесус Тонатью Лопес[англ.]
2. Хосе Луис Доктор[англ.]
3. Рикардо Ортис[англ.]
4. Ноэль Чама
5. Эдгар Ривера
6. Эрик Портильо[англ.]
7. Усьель Муньос[англ.]
8. Диего Дель Реаль
9. Эвер Пальма
10. Сесилия Тамайо-Гарса[англ.]
11. Паола Моран[англ.]
12. Лаура Гальван[англ.]
13. Альма Кортес[англ.]
14. Ситлали Москоте[англ.]
15. Маргарита Эрнандес[англ.]
16. Аленья Гонсалес[англ.]
17. Илзе Герреро[англ.]
18. Алехандра Ортега[англ.]

 Настольный теннис
1. Маркос Мадрид[англ.]
2. Аранча Коссио Асевес[англ.]

 Парусный спорт
1. Мариана Агилар[англ.]
2. Елена Этлинг[англ.]

 Плавание
1. Габриэль Кастаньо[англ.]
2. Хорхе Ига[англ.]
3. Мигель де Лара[англ.]
4. Пауло Стрелке[англ.]
5. Селия Пулидо[англ.]
6. Марта Сандоваль[англ.]

 Прыжки в воду
1. Осмар Ольвера
2. Кевин Муньос[англ.]
3. Хуан Селая
4. Рэндал Вильярс[англ.]
5. Кевин Берлин[англ.]
6. Аранса Васкес[англ.]
7. Алехандра Эстудильо[англ.]
8. Алехандра Ороско
9. Габриэла Агундес[англ.]

 Сёрфинг
1. Алан Клеланд[англ.]

 Синхронное плавание
1. Нурия Диосдадо[англ.]
2. Хоана Хименес[англ.]
3. Рехина Альферес[англ.]
4. Фернанда Арельяно[англ.]
5. Ицмари Гонсалес[англ.]
6. Саманта Родригес[англ.]
7. Джессика Собрино[англ.]
8. Памела Тоскано[англ.]

 Современное пятиборье
1. Эмилиано Эрнандес[англ.]
2. Дуильо Каррильо[англ.]
3. Майян Оливер[англ.]
4. Мариана Арсео[англ.]

 Стрельба
1. Карлос Кесада[англ.]
2. Эдсон Рамирес[англ.]
3. Горетти Сумая[англ.]
4. Алехандра Завала[англ.]
5. Габриэла Родригес[англ.]

 Стрельба из лука
1. Матиас Гранде[англ.]
2. Бруно Мартинес Винг[англ.]
3. Карлос Рохас[англ.]
4. Анхела Руис
5. Алехандра Валенсия
6. Ана Васкес

 Триатлон
1. Арам Пеньяфлор[англ.]
2. Крисанто Грахалес[англ.]
3. Роса Мария Тапия[англ.]
4. Лизет Руэда[англ.]

 Тхэквондо
1. Карлос Сансорес
2. Даниэла Соуза[англ.]

 Тяжёлая атлетика
1. Ханет Гомес[англ.]

 Фехтование
1. Хибран Зеа[англ.]

## Академическая гребля
Мексика завоевала одну квоту на участие в соревнованиях по академической гребле на Чемпионате мира по академической гребле 2023 года в Белграде, Сербия и одну квоту на Американской квалификационной регате 2024 года в Рио-де-Жанейро, Бразилия.
Мужчины
| Спортсмен                     | Дисциплина         | Заезд   | Заезд | Утеш. заезд | Утеш. заезд | Четвертьфиналы | Четвертьфиналы | Полуфиналы | Полуфиналы | Финалы  | Финалы |
| Спортсмен                     | Дисциплина         | Время   | Место | Время       | Место       | Время          | Место          | Время      | Место      | Время   | Место  |
| ----------------------------- | ------------------ | ------- | ----- | ----------- | ----------- | -------------- | -------------- | ---------- | ---------- | ------- | ------ |
| Мигель Карбальо Алексис Лопес | Двойки, легкий вес | 6.37,46 | 4 R   | 6.47,60     | 3 Q SA/B    | —              | —              | 6.37,43    | 6 Q FD     | 6.25,84 | 10     |

Женщины
| Спортсмен    | Дисциплина | Заезд   | Заезд | Утеш. заезд | Утеш. заезд | Четвертьфиналы | Четвертьфиналы | Полуфиналы | Полуфиналы | Финалы  | Финалы |
| Спортсмен    | Дисциплина | Время   | Место | Время       | Место       | Время          | Место          | Время      | Место      | Время   | Место  |
| ------------ | ---------- | ------- | ----- | ----------- | ----------- | -------------- | -------------- | ---------- | ---------- | ------- | ------ |
| Кения Лечуга | Одиночки   | 7.46,11 | 3 QF  | —           | —           | 7.50,35        | 5 Q SC/D       | 7.58,00    | 2 Q FC     | 7.31,99 | 16     |

Легенда: FA=Финал А (медали); FB=Финал В; FC=Финал С; FD=Финал D; FE=Финал E; FF=Финал F; SA/B=Полуфиналы A/B; SC/D=Полуфиналы C/D; SE/F=Полуфиналы E/F; QF=Четвертьфиналы; R=Утешительные заезды

## Бадминтон
Мексика завоевала одну квоту на участие в олимпийском турнире по бадминтону в соответствии с Олимпийским рейтингом BWF.
Мужчины
| Спортсмен          | Категория | Группы                                | Группы                                 | Группы        | Группы | 1/8 финала           | Четвертьфиналы       | Полуфиналы           | Финал / За 3 место   | Финал / За 3 место   |
| Спортсмен          | Категория | Соперник Счет                         | Соперник Счет                          | Соперник Счет | Место  | Соперник Счет        | Соперник Счет        | Соперник Счет        | Соперник Счет        | Место                |
| ------------------ | --------- | ------------------------------------- | -------------------------------------- | ------------- | ------ | -------------------- | -------------------- | -------------------- | -------------------- | -------------------- |
| Луис Рамон Гарридо | Одиночный | TPEЧжоу Тянь-чен П 0-2 (17–21, 13–21) | HKGЛи Чук Ю П 1-2 (5–21, 21–15, 17–21) | —             | 3      | завершил выступление | завершил выступление | завершил выступление | завершил выступление | завершил выступление |

## Бокс
Мексика завоевала два места в мужской турнир по боксу на Азиатских играх 2022 года в Ханчжоу, Китай и два места в женский турнир на Втором мировом квалификационном турнире 2024 года в Бангкоке, Таиланд.
| Спортсмен       | Категория        | 1 раунд                | 1/8 финала                 | Четвертьфиналы        | Полуфиналы               | Финал                          | Финал                 |
| Спортсмен       | Категория        | Соперник Результат     | Соперник Результат         | Соперник Результат    | Соперник Результат       | Соперник Результат             | Место                 |
| --------------- | ---------------- | ---------------------- | -------------------------- | --------------------- | ------------------------ | ------------------------------ | --------------------- |
| Мигель Мартинес | Мужчины 63,5 кг  | —                      | UZBРуслан Абдуллаев П 0–5  | завершил выступление  | завершил выступление     | завершил выступление           | завершил выступление  |
| Марко Верде     | Мужчины 71 кг    | —                      | MOZТиаго Муханга В 3–2     | INDНишант Дев В 4–1   | GBRЛьюис Ричардсон В 3–2 | UZBАсадхужа Муйдинхужаев П 0–5 | 2                     |
| Фатима Эррера   | Женщины до 50 кг | ESPЛаура Фуэртес В 3–2 | TURБусеназ Чакыроглу П 0–5 | завершила выступление | завершила выступление    | завершила выступление          | завершила выступление |
| Ситлалли Ортис  | Женщины до 75 кг | —                      | AUSКейтлин Паркер П 0–5    | завершила выступление | завершила выступление    | завершила выступление          | завершила выступление |

## Борьба
Мексика завоевала два места в мужской турнир по вольной борьбе на Панамериканском квалификационном турнире в Акапулько, Мексика.
Вольная борьба
| Спортсмен       | Категория        | 1/8 финала               | Четвертьфиналы       | Полуфиналы           | Утеш.поединки        | Финал / За 3 место   | Финал / За 3 место |
| Спортсмен       | Категория        | Соперник Результат       | Соперник Результат   | Соперник Результат   | Соперник Результат   | Соперник Результат   | Место              |
| --------------- | ---------------- | ------------------------ | -------------------- | -------------------- | -------------------- | -------------------- | ------------------ |
| Роман Браво-Янг | Мужчины до 50 кг | ARMАрсен Арутюнян П 3–13 | завершил выступление | завершил выступление | завершил выступление | завершил выступление | 12                 |
| Остин Гомес     | Мужчины до 65 кг | AZEГаджи Алиев П 0–7     | завершил выступление | завершил выступление | завершил выступление | завершил выступление | 12                 |

## Велоспорт

### Шоссейные велогонки
Мексика получила одно место в женской групповой гонках на шоссе по результатам Панамериканского чемпионата по шоссейным велогонкам 2023 года в Панаме.
Женщины
| Спортсмен      | Дисциплина      | Время | Место |
| -------------- | --------------- | ----- | ----- |
| Марсела Прието | Групповая гонка | DNF   | DNF   |

### Велотрек
Мексика в соответствии с олимпийским рейтингом UCI завоевали по одному месту в мужском и женском омниуме и право выставить команду из трех человек в женских спринтерских дисциплинах.
Командный спринт
| Спортсмен                                     | Дисциплина | Квалификация | Квалификация | Полуфиналы          | Полуфиналы | Финал            | Финал |
| Спортсмен                                     | Дисциплина | Время        | Место        | Соперник Время      | Место      | Соперник Время   | Место |
| --------------------------------------------- | ---------- | ------------ | ------------ | ------------------- | ---------- | ---------------- | ----- |
| Джессика Саласар Юли Вердуго Даниэла Гаксиола | Женщины    | 46,587       | 6            | Германия · П 46,198 | 5 Q 5-6    | Китай · В 46,251 | 5     |

Легенды: FA=Финал; FB=За 3 место
Спринт
| Спортсмен        | Дисциплина | Квалификация | Квалификация | Раунд 1               | Утеш. 1                                 | Раунд 2               | Утеш 2                | Раунд 3               | Утеш. 3               | Четвертьфиналы        | Полуфиналы            | Финал / За 3 место    | Финал / За 3 место |
| Спортсмен        | Дисциплина | Время        | Место        | Соперник Время        | Соперник Время                          | Соперник Время        | Соперник Время        | Соперник Время        | Соперник Время        | Соперник Время        | Соперник Время        | Соперник Время        | Место              |
| ---------------- | ---------- | ------------ | ------------ | --------------------- | --------------------------------------- | --------------------- | --------------------- | --------------------- | --------------------- | --------------------- | --------------------- | --------------------- | ------------------ |
| Даниэла Гаксиола | Женщины    | 10,581       | 17 Q         | NEDХетти ван де Вау П | ITAМириам Вече BELЖюли Николаес В       | GBRСофи Кейпвелл П    | COLМарта Байона П     | завершила выступление | завершила выступление | завершила выступление | завершила выступление | завершила выступление | 11                 |
| Юли Вердуго      | Женщины    | 10,637       | 19 Q         | GERЭмма Хинце П       | NEDСтеффи ван дер Пет CHNБао Шаньцзюй П | завершила выступление | завершила выступление | завершила выступление | завершила выступление | завершила выступление | завершила выступление | завершила выступление | 19                 |

Кейрин
| Спортсмен        | Дисциплина | Раунд 1 | Утеш. | Четвертьфиналы        | Полуфиналы            | Финал                 |
| Спортсмен        | Дисциплина | Место   | Место | Место                 | Место                 | Место                 |
| ---------------- | ---------- | ------- | ----- | --------------------- | --------------------- | --------------------- |
| Даниэла Гаксиола | Женщины    | 4 R     | 2 Q   | 4 Q                   | 2 Q FA                | 6                     |
| Юли Вердуго      | Женщины    | 6 R     | 6     | завершила выступление | завершила выступление | завершила выступление |

Омниум
| Спортсмен        | Дисциплина | Скрэтч | Скрэтч | Темповая гонка | Темповая гонка | Гонка с выбыванием | Гонка с выбыванием | Гонка по очкам | Гонка по очкам | Всего | Всего |
| Спортсмен        | Дисциплина | Очки   | Место  | Очки           | Место          | Очки               | Место              | Очки           | Место          | Очки  | Место |
| ---------------- | ---------- | ------ | ------ | -------------- | -------------- | ------------------ | ------------------ | -------------- | -------------- | ----- | ----- |
| Рикардо Пенья    | Мужчины    | 1      | 21     | 4              | 19             | 2                  | 20                 | -40            | 21             | -33   | 21    |
| Виктория Веласко | Женщины    | 2      | 20     | −39            | 22             | 2                  | 20                 | 3              | 16             | −32   | 22    |

### Маунтинбайк
Мексика завоевала по одному месту в мужские и женские соревнования по маунтинбайку на Панамериканском чемпионате по маунтинбайку 2023 года в Конгоньясе, Бразилия.
| Спортсмен              | Категория | Время    | Место |
| ---------------------- | --------- | -------- | ----- |
| Адайр Гутьеррес Прието | Мужчины   | 1:31.42  | 23    |
| Эрика Родригес         | Женщины   | -4 КРУГА | 33    |

## Гимнастика спортивная
Мексика завоевала три квоты на участие в женском олимпийском турнире на Чемпионате мира по спортивной гимнастике 2022 года в Ливерпуле, Великобритания из распределяемых среди гимнастов тех стран, которые не квалифицировались в командные соревнования.

### Женщины
| Спортсмен        | Дисциплина          | Квалификация | Квалификация | Квалификация | Квалификация | Квалификация | Квалификация | Финал                 | Финал                 | Финал                 | Финал                 | Финал                 | Финал                 |
| Спортсмен        | Дисциплина          | Снаряды      | Снаряды      | Снаряды      | Снаряды      | Всего        | Место        | Снаряды               | Снаряды               | Снаряды               | Снаряды               | Всего                 | Место                 |
| Спортсмен        | Дисциплина          | ОП           | РБ           | Б            | В            | Всего        | Место        | ОП                    | РБ                    | Б                     | В                     | Всего                 | Место                 |
| ---------------- | ------------------- | ------------ | ------------ | ------------ | ------------ | ------------ | ------------ | --------------------- | --------------------- | --------------------- | --------------------- | --------------------- | --------------------- |
| Алекса Морено    | Многоборье          | 14,166       | 12,633       | 11,200       | 12,800       | 50,799       | 43           | завершила выступление | завершила выступление | завершила выступление | завершила выступление | завершила выступление | завершила выступление |
| Алекса Морено    | Опорный прыжок      | 13,949       | —            | —            | —            | —            | 10           | завершила выступление | завершила выступление | завершила выступление | завершила выступление | завершила выступление | завершила выступление |
| Алекса Морено    | Разновысокие брусья | —            | 12,633       | —            | —            | —            | 56           | завершила выступление | завершила выступление | завершила выступление | завершила выступление | завершила выступление | завершила выступление |
| Алекса Морено    | Бревно              | —            | —            | 11,200       | —            | —            | 74           | завершила выступление | завершила выступление | завершила выступление | завершила выступление | завершила выступление | завершила выступление |
| Алекса Морено    | Вольные упражнения  | —            | —            | —            | 12,800       | —            | 36           | завершила выступление | завершила выступление | завершила выступление | завершила выступление | завершила выступление | завершила выступление |
| Ахцири Сандоваль | Многоборье          | 12,500       | 12,266       | 11,733       | 11,833       | 48,332       | 54           | завершила выступление | завершила выступление | завершила выступление | завершила выступление | завершила выступление | завершила выступление |
| Ахцири Сандоваль | Разновысокие брусья | —            | 12,266       | —            | —            | —            | 65           | завершила выступление | завершила выступление | завершила выступление | завершила выступление | завершила выступление | завершила выступление |
| Ахцири Сандоваль | Бревно              | —            | —            | 11,733       | —            | —            | 68           | завершила выступление | завершила выступление | завершила выступление | завершила выступление | завершила выступление | завершила выступление |
| Ахцири Сандоваль | Вольные упражнения  | —            | —            | —            | 11,833       | —            | 68           | завершила выступление | завершила выступление | завершила выступление | завершила выступление | завершила выступление | завершила выступление |
| Наталия Эскалера | Многоборье          | DNS          | 12,800       | DNS          | DNS          | DNF          | DNF          | завершила выступление | завершила выступление | завершила выступление | завершила выступление | завершила выступление | завершила выступление |
| Наталия Эскалера | Разновысокие брусья | —            | 12,800       | —            | —            | —            | 52           | завершила выступление | завершила выступление | завершила выступление | завершила выступление | завершила выступление | завершила выступление |

## Гимнастика художественная
Мексика получила право на участие в групповых соревнованиях, заняв второе место на Панамериканских играх 2023 года в Сантьяго, Чили.
| Спортсменки                                                                | Дисциплина | Квалификация | Квалификация | Квалификация | Квалификация | Финал                 | Финал                 | Финал                 | Финал                 |
| Спортсменки                                                                | Дисциплина | 5 предм.     | 3+2 предм.   | Всего        | Место        | 5 предм.              | 3+2 предм.            | Всего                 | Место                 |
| -------------------------------------------------------------------------- | ---------- | ------------ | ------------ | ------------ | ------------ | --------------------- | --------------------- | --------------------- | --------------------- |
| Далия Алькосер София Флорес Хулия Гутьеррес Кимберли Салазар Адирем Техеда | Группы     | 29,700       | 27,800       | 57,500       | 12           | завершили выступление | завершили выступление | завершили выступление | завершили выступление |

## Гольф
Мексика получила по два места в мужские и женские соревнования по гольфу в соответствии с рейтингом IGF.
| Сопртсмен     | Категория | Раунд 1 | Раунд 2 | Раунд 3 | Раунд 4 | Итого | Итого | Итого |
| Сопртсмен     | Категория | Счет    | Счет    | Счет    | Счет    | Счет  | К пар | Место |
| ------------- | --------- | ------- | ------- | ------- | ------- | ----- | ----- | ----- |
| Карлос Ортис  | Мужчины   | 68      | 70      | 70      | 71      | 279   | −5    | =26   |
| Абрахам Ансер | Мужчины   | 70      | 71      | 71      | 70      | 282   | −2    | =35   |
| Габи Лопес    | Женщины   | 70      | 74      | 76      | 70      | 290   | +2    | =29   |
| Мария Фасси   | Женщины   | 78      | 82      | 74      | 75      | 309   | +21   | 58    |

## Гребля на байдарках и каноэ

### Гладкая вода
Мексика завоевала право выставить одну лодку в женских соревнованиях байдарочниц на гладкой воде на Панамериканской квалификационной регате 2024 года в Сарасоте, США. Еще две одиночные лодки Мексика получила возможность заявить благодаря квалификации байдарочниц в двойке согласно правилам ICF.
| Спортсмен                     | Дисциплина                    | Заезды  | Заезды | Четвертьфиналы | Четвертьфиналы | Полуфиналы | Полуфиналы | Финалы                | Финалы |
| Спортсмен                     | Дисциплина                    | Время   | Место  | Время          | Место          | Время      | Место      | Время                 | Место  |
| ----------------------------- | ----------------------------- | ------- | ------ | -------------- | -------------- | ---------- | ---------- | --------------------- | ------ |
| Карина Аланис                 | Байдарки-одиночки, 500 м      | 1.56,30 | 6 QF   | 1.52,86        | 5 SF           | 1.53,83    | 8          | завершила выступление | 27     |
| Беатрис Брионес               | Байдарки-одиночки, 500 м      | 1.58,10 | 6 QF   | 1.53,05        | 3 SF           | 1.53,86    | 5 FC       | 1.54,53               | 21     |
| Карина Аланис Беатрис Брионес | Женщины Байдарка-двойка 500 м | 1.44,87 | 5 QF   | 1.41,45        | 3 SF           | 1.40,39    | 5 FB       | 1.43,70               | 10     |

### Гребной слалом
Мексика завоевала право выставить одну лодку в женских соревнованиях на байдарках на Панамериканском квалификационном турнире 2024 года в Рио-де-Жанейро, Бразилия и автоматически право выступить в кроссе на байдарках.
Женщины
| Спортсмен     | Дисциплина        | Заезды    | Заезды | Заезды    | Заезды | Заезды       | Заезды | Полуфинал             | Полуфинал             | Финал                 | Финал                 |
| Спортсмен     | Дисциплина        | 1 попытка | Место  | 2 попытка | Место  | Лучшее время | Место  | Время                 | Место                 | Время                 | Место                 |
| ------------- | ----------------- | --------- | ------ | --------- | ------ | ------------ | ------ | --------------------- | --------------------- | --------------------- | --------------------- |
| София Рейносо | Байдарка-одиночка | 122,40    | 24     | 120,93    | 25     | 120,93       | 25     | завершила выступление | завершила выступление | завершила выступление | завершила выступление |

Кросс на байдарках
| Спортсмен     | Категория | Квалиф. время | Место | 1 круг | Утеш. заезды | 2 круг | Четвертьфиналы        | Полуфиналы            | Финал                 | Место |
| ------------- | --------- | ------------- | ----- | ------ | ------------ | ------ | --------------------- | --------------------- | --------------------- | ----- |
| София Рейносо | Женщины   | 82,99         | 34    | 2 Q    | —            | 4      | завершила выступление | завершила выступление | завершила выступление | 28    |

## Дзюдо
Мексика получила по рейтингу IJF два места в женских соревнованиях.
| Спортсмен             | Категория        | 1/16 финала              | 1/8 финала                     | Четвертьфиналы              | Полуфиналы                 | Утеш. поединки        | Финал / За 3 место      | Финал / За 3 место    |
| Спортсмен             | Категория        | Соперник Результат       | Соперник Результат             | Соперник Результат          | Соперник Результат         | Соперник Результат    | Соперник Результат      | Место                 |
| --------------------- | ---------------- | ------------------------ | ------------------------------ | --------------------------- | -------------------------- | --------------------- | ----------------------- | --------------------- |
| Паулина Мартинес      | Женщины до 52 кг | GERМаша Бальхаус П 00–11 | завершила выступление          | завершила выступление       | завершила выступление      | завершила выступление | завершила выступление   | завершила выступление |
| Приска Авити Алькарас | Женщины до 63 кг | EORНигара Шахин В 10–00  | POLАнгелика Шиманьская В 01–00 | AUTЛюбяна Пиовесана В 01–00 | CROКатарина Кришто В 11–00 | —                     | SLOАндрея Лешки П 01–10 | 2                     |

## Конный спорт
Мексика завоевала право выставить команду и три индивидуальных участника в соревнования по конкуру на Панамериканских играх 2023 года в Чили.

### Конкур
| Спортсмен                                    | Лошадь                           | Дисциплина       | Квалификация | Квалификация | Квалификация | Финал                | Финал                | Финал                |
| Спортсмен                                    | Лошадь                           | Дисциплина       | Штраф        | Время        | Место        | Штраф                | Время                | Место                |
| -------------------------------------------- | -------------------------------- | ---------------- | ------------ | ------------ | ------------ | -------------------- | -------------------- | -------------------- |
| Федерико Фернандес                           | Romeo                            | Личный турнир    | 8            | 76,58        | 49           | завершил выступление | завершил выступление | завершил выступление |
| Эухенио Гарса                                | Contago                          | Личный турнир    | 4            | 77,02        | 40           | завершил выступление | завершил выступление | завершил выступление |
| Андрес Аскаррага                             | Contendros 2                     | Личный турнир    | 0            | 77,21        | 18 Q         | EL                   | EL                   | EL                   |
| Федерико Фернандес Эухенио Гарса Карлос Ханк | См. выше H5 Porthos Maestro WH Z | Командный турнир | 20           | 230,14       | 10 Q         | WD                   | WD                   | WD                   |

## Легкая атлетика
Мексиканские легкоатлеты выполнили нормативы для участия в Играх 2024 года, пройдя прямую квалификацию или по мировому рейтингу, в следующих соревнованиях (максимум по 3 спортсмена в каждом):
Беговые и шоссейные дисциплины
Мужчины
| Спортсмен           | Дисциплина   | Забеги    | Забеги | Утеш. забеги | Утеш. забеги | Полуфиналы | Полуфиналы | Финал                | Финал                |
| Спортсмен           | Дисциплина   | Результат | Место  | Результат    | Место        | Результат  | Место      | Результат            | Место                |
| ------------------- | ------------ | --------- | ------ | ------------ | ------------ | ---------- | ---------- | -------------------- | -------------------- |
| Хесус Тонатью Лопес | 800 м        | 1.45,82   | 5 'R   | 1.45,13      | 1 Q          | 1.50,38    | 8          | завершил выступление | завершил выступление |
| Хосе Луис Доктор    | Ходьба 20 км | —         | —      | —            | —            | —          | —          | DSQ                  | DSQ                  |
| Рикардо Ортис       | Ходьба 20 км | —         | —      | —            | —            | —          | —          | 1.20,27              | 14                   |
| Ноэль Чама          | Ходьба 20 км | —         | —      | —            | —            | —          | —          | 1.20,19 NR           | 13                   |

Женщины
| Спортсмен            | Дисциплина   | Забеги    | Забеги | Утеш. забеги | Утеш. забеги | Полуфиналы            | Полуфиналы            | Финал                 | Финал                 |
| Спортсмен            | Дисциплина   | Результат | Место  | Результат    | Место        | Результат             | Место                 | Результат             | Место                 |
| -------------------- | ------------ | --------- | ------ | ------------ | ------------ | --------------------- | --------------------- | --------------------- | --------------------- |
| Сесилия Тамайо-Гарса | 100 м        | 11,39     | 5      | —            | —            | завершила выступление | завершила выступление | завершила выступление | завершила выступление |
| Сесилия Тамайо-Гарса | 200 м        | 23,65     | 7 'R   | 23,49        | 5            | завершила выступление | завершила выступление | завершила выступление | завершила выступление |
| Паола Моран          | 400 м        | 51,04     | 3 Q    | —            | —            | 50,73                 | 6                     | завершила выступление | завершила выступление |
| Лаура Гальван        | 5000 м       | 15.05,20  | 11     | —            | —            | завершила выступление | завершила выступление | завершила выступление | завершила выступление |
| Альма Кортес         | 5000 м       | 15.45,33  | 18     | —            | —            | завершила выступление | завершила выступление | завершила выступление | завершила выступление |
| Ситлали Москоте      | Марафон      | —         | —      | —            | —            | —                     | —                     | 2.30.03               | 27                    |
| Маргарита Эрнандес   | Марафон      | —         | —      | —            | —            | —                     | —                     | 2.37,24               | 63                    |
| Аленья Гонсалес      | Ходьба 20 км | —         | —      | —            | —            | —                     | —                     | 1.27,14               | 5                     |
| Илзе Герреро         | Ходьба 20 км | —         | —      | —            | —            | —                     | —                     | 1.37,10               | 39                    |
| Алехандра Ортега     | Ходьба 20 км | —         | —      | —            | —            | —                     | —                     | 1.31,58               | 24                    |

Микст
| Спортсмен                   | Дисциплина      | Забеги    | Забеги | Финал     | Финал |
| Спортсмен                   | Дисциплина      | Результат | Место  | Результат | Место |
| --------------------------- | --------------- | --------- | ------ | --------- | ----- |
| Эвер Пальма Аленья Гонсалес | Ходьба эстафета | —         | —      | 2.52,38   | 5     |

Технические дисциплины
Мужчины
| Спортсмен        | Дисциплина      | Полуфиналы | Полуфиналы | Финал                | Финал                |
| Спортсмен        | Дисциплина      | Результат  | Место      | Результат            | Место                |
| ---------------- | --------------- | ---------- | ---------- | -------------------- | -------------------- |
| Эдгар Ривера     | Прыжки в высоту | 2,20       | =15        | завершил выступление | завершил выступление |
| Эрик Портильо    | Прыжки в высоту | 2,20       | =15        | завершил выступление | завершил выступление |
| Усьель Муньос    | Толкание ядра   | 21,22      | 8 q        | 20,88                | 8                    |
| Диего Дель Реаль | Метание молота  | 72,10      | 22         | завершил выступление | завершил выступление |

## Настольный теннис
Мексика завоевала по одному месту в мужских и женских индивидуальных соревнованиях на Панамериканском квалификационном турнире 2024 года в Лиме, Перу.
| Спортсмен            | Дисциплина     | 1/32                                              | 1/16                  | 1/8                   | Четвертьфиналы        | Полуфиналы            | Финал / За 3 место    | Финал / За 3 место    |
| Спортсмен            | Дисциплина     | Соперник Результат                                | Соперник Результат    | Соперник Результат    | Соперник Результат    | Соперник Результат    | Соперник Результат    | Место                 |
| -------------------- | -------------- | ------------------------------------------------- | --------------------- | --------------------- | --------------------- | --------------------- | --------------------- | --------------------- |
| Маркос Мадрид        | Мужчины личное | GERДмитрий Овчаров П 0-4 (3–11, 7–11, 3–11, 5–11) | завершил выступление  | завершил выступление  | завершил выступление  | завершил выступление  | завершил выступление  | завершил выступление  |
| Аранча Коссио Асевес | Женщины личное | AUTСофия Полканова П 0-4 (4–11, 3–11, 4–11, 8–11) | завершила выступление | завершила выступление | завершила выступление | завершила выступление | завершила выступление | завершила выступление |

## Парусный спорт
Мексика завоевала право выставить по одной лодке (яхте) в нижеследующих классах судов по результатам Чемпионата мира по парусному спорту 2023 года в Гааге, Нидерланды и Панамериканских играх 2023 года в Чили.
Гонки с выбыванием
| Спортсмен      | Дисциплина     | Открытые серии | Открытые серии | Открытые серии | Открытые серии | Открытые серии | Открытые серии | Открытые серии | Открытые серии | Открытые серии | Открытые серии | Открытые серии | Открытые серии | Открытые серии | Открытые серии | Открытые серии | Открытые серии | 1/4 финала            | Полуфинал             | Полуфинал             | Полуфинал             | Полуфинал             | Полуфинал             | Полуфинал             | Полуфинал             | Полуфинал             | Финал                 | Финал                 | Финал                 | Финал                 | Финал                 | Финал                 | Финал                 | Финал                 |
| Спортсмен      | Дисциплина     | 1              | 2              | 3              | 4              | 5              | 6              | 7              | 8              | 9              | 10             | 11             | 12             | 13             | 14             | Сумма          | Место          | Место                 | 1                     | 2                     | 3                     | 4                     | 5                     | 6                     | Всего побед           | Место                 | 1                     | 2                     | 3                     | 4                     | 5                     | 6                     | Всего побед           | Место                 |
| -------------- | -------------- | -------------- | -------------- | -------------- | -------------- | -------------- | -------------- | -------------- | -------------- | -------------- | -------------- | -------------- | -------------- | -------------- | -------------- | -------------- | -------------- | --------------------- | --------------------- | --------------------- | --------------------- | --------------------- | --------------------- | --------------------- | --------------------- | --------------------- | --------------------- | --------------------- | --------------------- | --------------------- | --------------------- | --------------------- | --------------------- | --------------------- |
| Мариана Агилар | Женщины IQFoil | 15             | 7              | 14             | 25 BFD         | 19             | 18             | 5              | 15             | 16             | 14             | 10             | 3              | 13             | 8              | 138            | 13             | завершила выступление | завершила выступление | завершила выступление | завершила выступление | завершила выступление | завершила выступление | завершила выступление | завершила выступление | завершила выступление | завершила выступление | завершила выступление | завершила выступление | завершила выступление | завершила выступление | завершила выступление | завершила выступление | завершила выступление |

Медальные гонки
| Спортсмен    | Дисциплина     | Гонка | Гонка | Гонка | Гонка | Гонка | Гонка | Гонка | Гонка | Гонка | Гонка    | Гонка | Баллы | Место |
| Спортсмен    | Дисциплина     | 1     | 2     | 3     | 4     | 5     | 6     | 7     | 8     | 9     | 10       | M*    | Баллы | Место |
| ------------ | -------------- | ----- | ----- | ----- | ----- | ----- | ----- | ----- | ----- | ----- | -------- | ----- | ----- | ----- |
| Елена Этлинг | Женщины ILCA 6 | 27    | 31    | 17    | 30    | 27    | 25    | 16    | 24    | 5     | отменена | EL    | 171   | 26    |

M = Медальная гонка; EL = Выбыл – не участвовал в медальной гонке

## Плавание
Мексиканские пловцы выполнили требования для участия в шести дисциплинах плавательного турнира Олимпиады (максимум два пловца, выполнивших Олимпийский квалификационный норматив (OST) или, возможно, Олимпийский рассматриваемый норматив (OCT)) и получили два универсальных места, по одному у мужчин и женщин.
Мужчины
| Спортсмен         | Дисциплина          | Заплывы | Заплывы | Полуфиналы           | Полуфиналы           | Финал                | Финал                |
| Спортсмен         | Дисциплина          | Время   | Место   | Время                | Место                | Время                | Место                |
| ----------------- | ------------------- | ------- | ------- | -------------------- | -------------------- | -------------------- | -------------------- |
| Габриэль Кастаньо | 50 м вольный стиль  | 21,89   | =11 Q   | 21,99                | 15                   | завершил выступление | завершил выступление |
| Хорхе Ига         | 100 м вольный стиль | 49,28   | 32      | завершил выступление | завершил выступление | завершил выступление | завершил выступление |
| Хорхе Ига         | 200 м вольный стиль | 1.48,38 | 20      | завершил выступление | завершил выступление | завершил выступление | завершил выступление |
| Мигель де Лара    | 100 м брасс         | DSQ     | DSQ     | завершил выступление | завершил выступление | завершил выступление | завершил выступление |
| Мигель де Лара    | 200 м брасс         | 2.11,16 | 17 q    | 2.11,28              | 16                   | завершил выступление | завершил выступление |
| Пауло Стрелке     | 10 км открытая вода | —       | —       | —                    | —                    | 1:56.28,4            | 12                   |

Женщины
| Спортсмен       | Дисциплина          | Заплывы | Заплывы | Полуфиналы            | Полуфиналы            | Финал                 | Финал                 |
| Спортсмен       | Дисциплина          | Время   | Место   | Время                 | Место                 | Время                 | Место                 |
| --------------- | ------------------- | ------- | ------- | --------------------- | --------------------- | --------------------- | --------------------- |
| Селия Пулидо    | 100 м на спине      | 1.01,10 | 21      | завершила выступление | завершила выступление | завершила выступление | завершила выступление |
| Марта Сандоваль | 10 км открытая вода | —       | —       | —                     | —                     | 2:07.24,9             | 19                    |

## Прыжки в воду
Мексика по результатам Чемпионата мира по водным видам спорта 2023 года в Фукуоке, Япония завоевала пять мест на участие в личных соревнованиях: два на 10-метровой вышке у женщин и одно у мужчин и два на 3-метровом трамплине у мужчин, а также место в мужских синхронных прыжках на 10-метровой вышке. Ещё два места в личных соревнованиях и два в синхронных прыжках Мексика завоевала на Чемпионате мира по водным видам спорта 2024 года в Дохе, Катар. Наконец, второе место в женских соревнованиях на 3-метровом трамплине Мексика получила в результате перераспределения квот.
| Спортсмен                         | Дисциплина                             | Квалификация | Квалификация | Полуфинал            | Полуфинал            | Финал                 | Финал                 |
| Спортсмен                         | Дисциплина                             | Баллы        | Место        | Баллы                | Место                | Баллы                 | Место                 |
| --------------------------------- | -------------------------------------- | ------------ | ------------ | -------------------- | -------------------- | --------------------- | --------------------- |
| Осмар Ольвера                     | Мужчины 3-метровый трамплин            | 444,15       | 5 Q          | 463,75               | 4 Q                  | 500,40                | 3                     |
| Кевин Муньос                      | Мужчины 3-метровый трамплин            | 362,05       | 19           | завершил выступление | завершил выступление | завершил выступление  | завершил выступление  |
| Осмар Ольвера Хуан Селая          | Мужчины 3-метровый трамплин синхронные | —            | —            | —                    | —                    | 444,03                | 2                     |
| Рэндал Вильярс                    | Мужчины 10-метровая вышка              | 460,75       | 6 Q          | 432,45               | 7 Q                  | 478,40                | 5                     |
| Кевин Берлин                      | Мужчины 10-метровая вышка              | 407,15       | 11 Q         | 428,65               | 8 Q                  | 420,65                | 9                     |
| Рэндал Вильярс Кевин Берлин       | Мужчины 10-метровая вышка синхронные   | —            | —            | —                    | —                    | 418,65                | 4                     |
| Аранса Васкес                     | Женщины 3-метровый трамплин            | 321,75       | 3 Q          | 248,20               | 16                   | завершила выступление | завершила выступление |
| Алехандра Эстудильо               | Женщины 3-метровый трамплин            | 276,45       | 17 Q         | 317,05               | 5 Q                  | 301,95                | 6                     |
| Алехандра Ороско                  | Женщины 10-метровая вышка              | 320,80       | 4 Q          | 312,00               | 5 Q                  | 320,60                | 8                     |
| Габриэла Агундес                  | Женщины 10-метровая вышка              | 306,95       | 6 Q          | 295,00               | 9 Q                  | 350,40                | 5                     |
| Алехандра Ороско Габриэла Агундес | Женщины 10-метровая вышка синхронные   | —            | —            | —                    | —                    | 297,66                | 5                     |

## Сёрфинг
Мексика завоевала одно место в мужские соревнования сёрферов в результате перераспределения квот после Всемирных игр по сёрфингу 2023 года.
| Спортсмен    | Категория | 1 раунд | 1 раунд | 2 раунд                     | 3 раунд                    | Четвертьфинал        | Полуфинал            | Финал / За 3 место   | Финал / За 3 место   |
| Спортсмен    | Категория | Счёт    | Место   | Соперник Результат          | Соперник Результат         | Соперник Результат   | Соперник Результат   | Соперник Результат   | Место                |
| ------------ | --------- | ------- | ------- | --------------------------- | -------------------------- | -------------------- | -------------------- | -------------------- | -------------------- |
| Алан Клеланд | Мужчины   | 14,34   | 2 R2    | ESPАнди Криере В 15,17–4,43 | FRAЖоан Дюрю П 15,17–18,13 | завершил выступление | завершил выступление | завершил выступление | завершил выступление |

## Синхронное плавание
Мексика завоевала право выставить дуэт и команду в соревнованиях по синхронному плаванию на панамериканских играх 2023 года в Сантьяго, Чили.
| Спортсмен | Дисциплина | Техническая программа | Техническая программа | Произвольная программа | Произвольная программа | Акробатическая программа | Акробатическая программа | Сумма    | Сумма |
| Спортсмен | Дисциплина | Баллы                 | Место                 | Баллы                  | Место                  | Баллы                    | Место                    | Баллы    | Место |
| --- | ---------- | --------------------- | --------------------- | ---------------------- | ---------------------- | ------------------------ | ------------------------ | -------- | ----- |
| Нурия Диосдадо Хоана Хименес | Дуэты      | 238,9383              | 11                    | 232,6563               | 12                     | —                        | —                        | 471.5946 | 12    |
| Нурия Диосдадо Хоана Хименес Рехина Альферес Фернанда Арельяно Ицмари Гонсалес Саманта Родригес Джессика Собрино Памела Тоскано | Команды    | 242,9491              | 8                     | 347,3874               | 3                      | 263,4567                 | 5                        | 853,7932 | 7     |

## Современное пятиборье
Мексика завоевала максимально возможное количество мест в олимпийский турнир по современному пятиборью: одно место в мужской турнир на Чемпионате мира по современному пятиборью 2023 года в Бате, Великобритания, по одному месту в мужской и женский турниры на Панамериканских играх 2023 года в Сантьяго, Чили и одно место в женский турнир на основании Мирового рейтинга UIPM.
| Спортсмен         | Дисциплина     | Дисциплина | Фехтование (шпага до 1 укола) | Фехтование (шпага до 1 укола) | Фехтование (шпага до 1 укола) | Фехтование (шпага до 1 укола) | Плавание (200 м вольный стиль) | Плавание (200 м вольный стиль) | Плавание (200 м вольный стиль) | Конный спорт (конкур) | Конный спорт (конкур) | Конный спорт (конкур) | Конный спорт (конкур) | Комбинация: стрельба и бег (10 м пистолет)/(3200 м) | Комбинация: стрельба и бег (10 м пистолет)/(3200 м) | Комбинация: стрельба и бег (10 м пистолет)/(3200 м) | Сумма                 | Место                 |
| Спортсмен         | Дисциплина     | Дисциплина | ОР                            | Место                         | Баллы                         | БР                            | Время                          | Место                          | Баллы                          | Время                 | Штраф                 | Место                 | Баллы                 | Время                                               | Место                                               | Баллы                                               | Сумма                 | Место                 |
| ----------------- | -------------- | ---------- | ----------------------------- | ----------------------------- | ----------------------------- | ----------------------------- | ------------------------------ | ------------------------------ | ------------------------------ | --------------------- | --------------------- | --------------------- | --------------------- | --------------------------------------------------- | --------------------------------------------------- | --------------------------------------------------- | --------------------- | --------------------- |
| Эмилиано Эрнандес | Мужской турнир | Полуфинал  | 17-18                         | 21                            | 210                           | 10                            | 2.04,82                        | 10                             | 301                            | 63,37                 | 7                     | 10                    | 293                   | 10.05,89                                            | 5                                                   | 695                                                 | 1509                  | 3 Q                   |
| Эмилиано Эрнандес | Мужской турнир | Финал      | 17-18                         | 21                            | 210                           | 12                            | 2:03.39                        | 9                              | 304                            | 60,54                 | 14                    | 13                    | 286                   | 9.40,80 WBT                                         | 1                                                   | 720                                                 | 1532                  | 4                     |
| Дуильо Каррильо   | Мужской турнир | Полуфинал  | 14-21                         | 28                            | 195                           | 0                             | 2.07,39                        | 15                             | 296                            | 61,91                 | 21                    | 16                    | 279                   | 10.17,52                                            | 10                                                  | 683                                                 | 1453                  | 15                    |
| Дуильо Каррильо   | Мужской турнир | Финал      | завершил выступление          | завершил выступление          | завершил выступление          | завершил выступление          | завершил выступление           | завершил выступление           | завершил выступление           | завершил выступление  | завершил выступление  | завершил выступление  | завершил выступление  | завершил выступление                                | завершил выступление                                | завершил выступление                                | завершил выступление  | завершил выступление  |
| Майян Оливер      | Женский турнир | Полуфинал  | 18-17                         | 12                            | 215                           | 0                             | 2.26,21                        | 17                             | 258                            | 57,30                 | 0                     | 1                     | 300                   | 11.27,41                                            | 5                                                   | 613                                                 | 1386                  | 11                    |
| Майян Оливер      | Женский турнир | Финал      | завершила выступление         | завершила выступление         | завершила выступление         | завершила выступление         | завершила выступление          | завершила выступление          | завершила выступление          | завершила выступление | завершила выступление | завершила выступление | завершила выступление | завершила выступление                               | завершила выступление                               | завершила выступление                               | завершила выступление | завершила выступление |
| Мариана Арсео     | Женский турнир | Полуфинал  | 12-23                         | 35                            | 185                           | 8                             | 2.15,78                        | 6                              | 279                            | EL                    | EL                    | 18                    | 0                     | 12.10,05                                            | 18                                                  | 570                                                 | 1077                  | 18                    |
| Мариана Арсео     | Женский турнир | Финал      | завершила выступление         | завершила выступление         | завершила выступление         | завершила выступление         | завершила выступление          | завершила выступление          | завершила выступление          | завершила выступление | завершила выступление | завершила выступление | завершила выступление | завершила выступление                               | завершила выступление                               | завершила выступление                               | завершила выступление | завершила выступление |

## Стрельба
Мексика завоевала четыре квотных места для участия в соревнованиях стрелков по итогам Панамериканских игр 2023 года в Сантьяго, Чили, одно на основании Мирового Олимпийского рейтинга и еще два квотных места получила благодаря квалификации стрелков в других дисциплинах согласно правилам ISSF. Также, квалифицировав по одному участнику каждого пола в пневматической винтовке, Мексика получила право выставить команду в соревнованиях смешанных пар в этом виде оружия.
Мужчины
| Спортсмен     | Дисциплина                            | Квалификация | Квалификация | Финал                | Финал                |
| Спортсмен     | Дисциплина                            | Баллы        | Место        | Баллы                | Место                |
| ------------- | ------------------------------------- | ------------ | ------------ | -------------------- | -------------------- |
| Карлос Кесада | Винтовка из трёх положений, 50 метров | 579-27x      | 36           | завершил выступление | завершил выступление |
| Карлос Кесада | Пневматическая винтовка, 10 м         | 621,6        | 44           | завершил выступление | завершил выступление |
| Эдсон Рамирес | Пневматическая винтовка, 10 м         | 628,3        | 19           | завершил выступление | завершил выступление |

Женщины
| Спортсмен         | Дисциплина                         | Квалификация | Квалификация | Финал                 | Финал                 |
| Спортсмен         | Дисциплина                         | Баллы        | Место        | Баллы                 | Место                 |
| ----------------- | ---------------------------------- | ------------ | ------------ | --------------------- | --------------------- |
| Горетти Сумая     | Пневматическая винтовка, 10 м      | 627,4        | 20           | завершила выступление | завершила выступление |
| Алехандра Завала  | Пистолет, 25 метров                | 580-17x      | 20           | завершила выступление | завершила выступление |
| Алехандра Завала  | Пневматический пистолет, 10 метров | 573-13x      | 17           | завершила выступление | завершила выступление |
| Габриэла Родригес | Скит                               | 120+7+0      | 7            | завершила выступление | завершила выступление |

Микст
| Спортсмен                   | Дисциплина                         | Квалификация | Квалификация | Финал                 | Финал                 |
| Спортсмен                   | Дисциплина                         | Баллы        | Место        | Баллы                 | Место                 |
| --------------------------- | ---------------------------------- | ------------ | ------------ | --------------------- | --------------------- |
| Эдсон Рамирес Горетти Сумая | Пневматическая винтовка, 10 метров | 628,6        | 7            | завершили выступление | завершили выступление |

## Стрельба из лука
Мексика завоевала максимальную квоту на участие в соревнованиях по стрельбе из лука, получив право выставить команду и трех спортсменок в женском личном турнире по результатам Чемпионата мира по стрельбе из лука 2023 года в Берлине, Германия и команду и трех спортсменов в мужском личном турнире по результатам Финальныого квалификационного турнира 2024 года в Анталии, Турция. Также, квалифицировав минимум одного участника в мужской и женский личный турниры, Мексика получила право выставить дуэт в миксте.
| Спортсмен                                      | Дисциплина                        | Предварительный раунд | Предварительный раунд | 1/32                                | 1/16                       | 1/8                   | Четвертьфиналы        | Полуфиналы            | Финал / За 3 место    | Финал / За 3 место    |
| Спортсмен                                      | Дисциплина                        | Результат             | Посев                 | Соперник Счет                       | Соперник Счет              | Соперник Счет         | Соперник Счет         | Соперник Счет         | Соперник Счет         | Место                 |
| ---------------------------------------------- | --------------------------------- | --------------------- | --------------------- | ----------------------------------- | -------------------------- | --------------------- | --------------------- | --------------------- | --------------------- | --------------------- |
| Матиас Гранде                                  | Мужчины индивидуальное первенство | 676                   | 11                    | MGLОтгонболд Баатархуяг В 7–1       | COLХорхе Энрикес В 6–2     | FRAБатист Аддис П 4–6 | завершил выступление  | завершил выступление  | завершил выступление  | завершил выступление  |
| Бруно Мартинес Винг                            | Мужчины индивидуальное первенство | 653                   | 44                    | CUBУго Франко П 3–7                 | завершил выступление       | завершил выступление  | завершил выступление  | завершил выступление  | завершил выступление  | завершил выступление  |
| Карлос Рохас                                   | Мужчины индивидуальное первенство | 643                   | 55                    | TURБерким Тюмер П 4–6               | завершил выступление       | завершил выступление  | завершил выступление  | завершил выступление  | завершил выступление  | завершил выступление  |
| Матиас Гранде Бруно Мартинес Винг Карлос Рохас | Мужчины команды                   | 1972                  | 9                     | —                                   | —                          | Япония · П 1–5        | завершили выступление | завершили выступление | завершили выступление | завершили выступление |
| Анхела Руис                                    | Женщины индивидуальное первенство | 658                   | 24                    | GBRБрайони Питман П 2–6             | завершила выступление      | завершила выступление | завершила выступление | завершила выступление | завершила выступление | завершила выступление |
| Алехандра Валенсия                             | Женщины индивидуальное первенство | 669                   | 8                     | USAДженнифер Мучино-Фернандес В 6–2 | UKRВероника Марченко В 6–4 | CHNЛи Цзямань В 6–5   | KORЛим Си Хён П 4–6   | завершила выступление | завершила выступление | завершила выступление |
| Ана Васкес                                     | Женщины индивидуальное первенство | 659                   | 20                    | GERШарлин Шварц П 4–6               | завершила выступление      | завершила выступление | завершила выступление | завершила выступление | завершила выступление | завершила выступление |
| Анхела Руис Алехандра Валенсия Ана Васкес      | Женщины команды                   | 1986                  | 3 Q                   | —                                   | —                          | —                     | Германия · В 5–1      | Китай · П 3–5         | Нидерланды · В 6–2    | 3                     |
| Матиас Гранде Алехандра Валенсия               | Микст                             | 1345                  | 7 Q                   | Бразилия · В 5–1                    | Германия · П 1–5           | завершили выступление | завершили выступление | завершили выступление |                       |                       |

## Триатлон
Мексика завоевала по два квотных места в соревнования мужчин и женщин и, автоматически, право выступить в смешанной эстафете, согласно Мировому индивидуальному рейтингу World Triathlon.
Личное
| Спортсмен         | Категория | Время             | Время     | Время             | Время     | Время       | Время   | Место |
| Спортсмен         | Категория | Плавание (1,5 км) | Переход 1 | Велосипед (40 км) | Переход 2 | Бег (10 км) | Всего   | Место |
| ----------------- | --------- | ----------------- | --------- | ----------------- | --------- | ----------- | ------- | ----- |
| Арам Пеньяфлор    | Мужчины   | 23.07             | 0.49      | 54.27             | 0.27      | 32.56       | 1:51.46 | 47    |
| Крисанто Грахалес | Мужчины   | 21.24             | 0.53      | 54.34             | 0.26      | 32.45       | 1:50.02 | 39    |
| Роса Мария Тапия  | Женщины   | 24.12             | 0.53      | 57.44             | 0.27      | 35.13       | 1:58.29 | 18    |
| Лизет Руэда       | Женщины   | 23.55             | 0.55      | 57.58             | 0.38      | 37.52       | 2:01.18 | 30    |

Эстафета
| Спортсмен         | Категория      | Время            | Время     | Время            | Время     | Время      | Время   | Место |
| Спортсмен         | Категория      | Плавание (300 м) | Переход 1 | Велосипед (7 км) | Переход 2 | Бег (2 км) | Всего   | Место |
| ----------------- | -------------- | ---------------- | --------- | ---------------- | --------- | ---------- | ------- | ----- |
| Арам Пеньяфлор    | Микст эстафета | 4.24             | 1.03      | 9.28             | 0.26      | 5.13       | 20.34   | 12    |
| Роса Мария Тапия  | Микст эстафета | 4.55             | 1.04      | 10.25            | 0.26      | 5.41       | 22.31   | 6     |
| Крисанто Грахалес | Микст эстафета | 4.32             | 1.02      | 10.00            | 0.27      | 5.44       | 21.45   | 12    |
| Лизет Руэда       | Микст эстафета | 5.32             | 1.08      | 10.55            | 0.31      | 6.24       | 24.30   | 13    |
| Всего             | Микст эстафета | —                | —         | —                | —         | —          | 1:29.20 | 13    |

## Тхэквондо
Мексика завоевала по одному месту в мужском и женском турнирах в соответствии с рейтингом WT.
| Спортсмен       | Дисциплина          | 1/8 финала           | Четвертьфиналы        | Полуфиналы            | Утеш. поединки            | Финал/За 3 место           | Финал/За 3 место      |
| Спортсмен       | Дисциплина          | Соперник Результат   | Соперник Результат    | Соперник Результат    | Соперник Результат        | Соперник Результат         | Место                 |
| --------------- | ------------------- | -------------------- | --------------------- | --------------------- | ------------------------- | -------------------------- | --------------------- |
| Карлос Сансорес | Мужчины свыше 80 кг | GBSПаиву Гомис В 2–0 | IRIАриан Салими П 1–2 | —                     | UZBНикита Рафалович В 2–1 | CIVШейк Саллах Сиссе П 1–2 | =5                    |
| Даниэла Соуза   | Женщины до 49 кг    | TUNИкрам Дхари П 1–2 | завершила выступление | завершила выступление | завершила выступление     | завершила выступление      | завершила выступление |

## Тяжёлая атлетика
Мексика получила одно место в женских соревнованиях в соответствии с олимпийским рейтингом IWF.
| Спортсмен   | Категория        | Рывок     | Рывок | Толчок    | Толчок | Всего | Место |
| Спортсмен   | Категория        | Результат | Место | Результат | Место  | Всего | Место |
| ----------- | ---------------- | --------- | ----- | --------- | ------ | ----- | ----- |
| Ханет Гомес | Женщины до 59 кг | 95        | 11    | 122       | 8      | 217   | 8     |

## Фехтование
Мексика завоевала одно индивидуальное место в мужской сабле на  Зональном турнире Америки 2024 года в Сан-Хосе, Коста-Рика.
| Спортсмен  | Дисциплина    | 1/16 финала                | 1/8 финала               | Четвертьфинал         | Полуфинал             | Финал / За 3 место    | Финал / За 3 место    |                       |
| Спортсмен  | Дисциплина    | Соперник Счет              | Соперник Счет            | Соперник Счет         | Соперник Счет         | Соперник Счет         | Место                 |                       |
| ---------- | ------------- | -------------------------- | ------------------------ | --------------------- | --------------------- | --------------------- | --------------------- | --------------------- |
| Хибран Зеа | Мужчины сабля | IRIМохаммад Фотухи В 15–13 | GEOСандро Базадзе П 6–15 | завершила выступление | завершила выступление | завершила выступление | завершила выступление | завершила выступление |